# Museu Arqueológico de Delos
O Museu Arqueológico de Delos é um museu da Grécia, localizado na ilha de Delos, e dedicado à preservação dos achados no importante sítio arqueológico local. 
Seu prédio foi construído em 1904, sendo reformado e ampliado em 1931 e 1972. Suas nove salas de exposição mostram uma das melhores coleções de baixos-relevos e esculturas gregas do mundo, datando desde a Pré-história até o helenismo. Sua coleção tem outros itens como elementos de arquitetura, vasos, estatuetas, jóias, mosaicos e outros artefatos.